# Denis Bouriakov
Denis Wiktorowitsch Bouriakov (* 25. Oktober 1981 in Simferopol) ist ein russischer Flötist.

## Leben
Denis Bouriakov kam im Alter von 10 Jahren an die Zentrale Musikschule Moskau und unternahm in der Folgezeit als flötistisches Wunderkind Tourneen durch etwa 20 Staaten. Als 18-Jähriger begann er ein Studium an der Londoner Royal Academy of Music bei William Bennett. 2001 schloss er mit höchster Auszeichnung ab und erhielt ein Lehrstipendium der Academy für das folgende Jahr. 2006 wurde er zum Associate der Royal Academy ernannt. In seiner Londoner Zeit gastierte Bouriakov als Soloflötist bei der Philharmonia of London, dem London Philharmonic Orchestra, der Leeds Opera North und der Frankfurt Radio Symphony. Von 2005 bis 2008 war er Soloflötist beim Tampere Philharmonic Orchestra und 2008 bei der Barcelona Symphony, bevor er 2009 in dieser Position zur Metropolitan Opera wechselte. Seit 2015 ist Bouriakov Soloflötist der Los Angeles Philharmonic.
Denis Bouriakov ist Preisträger namhafter Wettbewerbe, darunter ARD-Musikwettbewerb, Concours de flûte Jean-Pierre Rampal, Prager Frühling oder Kobe International Flute Competition.
Bouriakov konzertiert weltweit, gibt Meisterkurse und transkribiert auch Musik für sein Instrument, so liegen auf CD mit ihm als Solisten beispielsweise Einspielungen der Violinkonzerte von Jean Sibelius und Felix Mendelssohn Bartholdy vor. 